# Trockenbeerenauslese

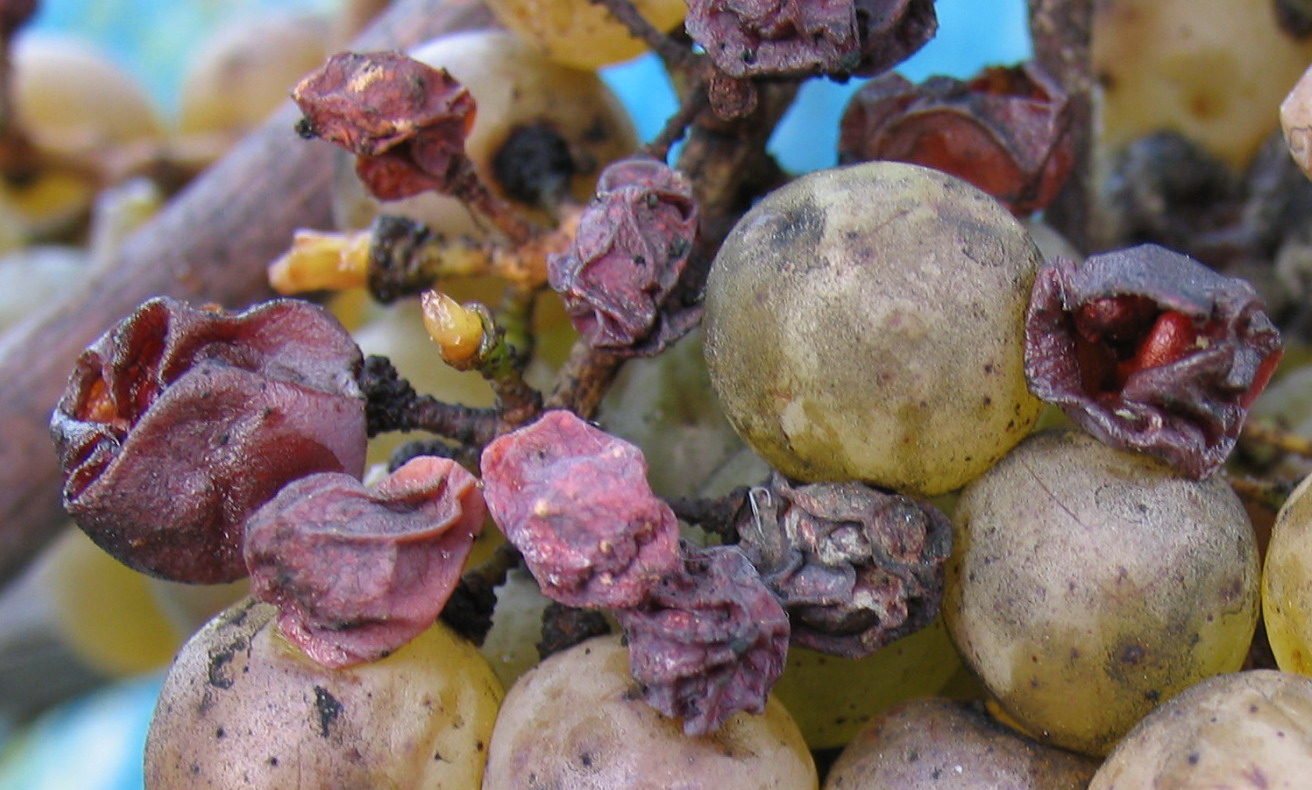
Edelfaule

Trockenbeerenauslese, afgekort TBA, is een kwaliteitspredicaat (kwaliteitsklasse) voor wijn. In Duitsland Qualitätswein mit Prädikat genoemd. Deze wijn wordt gemaakt van druiven die zijn aangetast door de grijze schimmel Botrytis cinerea. De schimmel, door leken vaak voor rotting aangezien, wordt ook wel edele rotting genoemd. In Duits sprekende gebieden heet dit Edelfäule. In Frankrijk staat deze rotting bekend onder de naam pourriture noble.
De schimmel die de druiven aantast maakt de schil poreus. Hierdoor kan het water uit het binnenste verdampen. De druiven schrompelen dan ineen tot het als het ware rozijnen zijn. Hier slaat dan ook de term "trocken" op, en niet op trocken in de zin van een droge wijn. Het overgebleven sap is zeer geconcentreerd. Zowel in etherische oliën, mineralen als druivensuiker. Het risico dat een wijnboer loopt om zijn druiven zo lang aan de druivenstok te laten hangen is zeer groot. De vraag is maar net of de juiste schimmel zal optreden, en een stevige regenbui kan in een uurtje de hele oogst vernietigen. Terwijl de wijnboer ook de wetenschap heeft dat de betreffende schimmel maar eens in de 4 à 10 jaar optreedt.
Hoewel een bijzondere wijn zijn er tegenwoordig verschillende opvattingen van wat nu als trockenbeerenauslese verkocht zou mogen worden. Kwaliteitswijnboeren plukken alle druiven stuk voor stuk van de druivenstok. Nauwgezet wordt elke tros uitgezocht en alleen de beste aangetaste druiven komen voor de wijn in aanmerking. Hoe meer door de schimmel aangetast en hoe langer de druif heeft kunnen rijpen hoe sterker de explosie van smaak. In het Duits wordt dit “Ausbruch” genoemd. Voor de wet is het tegenwoordig voldoende wanneer de most 150 graden Oechsle behaald. De kwaliteit van deze wijnen wordt daarom vooral bepaald door de ambitie van de wijnmaker. Er bestaan zodoende excellente als wel inferieure trockenbeerenauslesen. Prijzen kunnen zodoende uiteenlopen van een paar tientjes tot vele honderden euro’s... voor een half flesje.
Door het extreem hoge suikergehalte komt de most zeer moeilijk tot gisting. Eenmaal opgang zal zij ook snel weer tot stilstand komen. Alcoholpercentages blijven zo meestal onder de 8% steken. De kleur is diep geel tot oranje. Smaken van abrikozen, bloemen en heel veel meer zijn erin te proeven. Vanwege het hoge concentraat aan mineralen, evenwichtigheid in zuren en suikers kan deze wijn zeer oud worden. Niet zelden wel meer dan honderd jaar.
Behalve in Duitsland wordt ook in Oostenrijk Trockenbeerenauslese gemaakt. Hier moet het aantal graden Oechsle minstens 156 zijn.